# دوم-لو-ميسنيل
دوم-لو-ميسنيل هي بلدية فرنسية تقع في إقليم الأردين في منطقة غراند إيست. 